# ایویتسا کریژاناتس
ایویتسا کریژاناتس (کرواتی: Ivica Križanac؛ زادهٔ ۱۳ آوریل ۱۹۷۹) بازیکن فوتبال اهل کرواسی بود.
از باشگاه‌هایی که در آن بازی کرده‌است می‌توان به باشگاه فوتبال گورنیک زابژه، باشگاه فوتبال واراژدین، باشگاه فوتبال باومیت یابلونتس، باشگاه فوتبال اسپارتا پراگ، باشگاه فوتبال زنیت سن پترزبورگ، باشگاه فوتبال اسلاون بلوپو، و باشگاه فوتبال اسپلیت اشاره کرد.
وی همچنین در تیم ملی فوتبال کرواسی بازی کرده‌است.